# Bonnevaux, Gard
Bonnevaux är en kommun i departementet Gard i regionen Occitanien i södra Frankrike. Kommunen ligger i kantonen Génolhac som tillhör arrondissementet Alès. År 2022 hade Bonnevaux 77 invånare.

## Befolkningsutveckling
Antalet invånare i kommunen Bonnevaux
Referens:INSEE